# Gaetanus kruppii
Gaetanus kruppii is een eenoogkreeftjessoort uit de familie van de Aetideidae. De wetenschappelijke naam van de soort is voor het eerst geldig gepubliceerd in 1903 door Giesbrecht.